# Sportverein Wehen 1926 Taunusstein 2020-2021
Questa voce raccoglie le informazioni riguardanti lo Sportverein Wehen 1926 Taunusstein nelle competizioni ufficiali della stagione 2020-2021.

## Stagione
Nella stagione 2020-2021 il Wehen Wiesbaden, allenato da Rüdiger Rehm, concluse il campionato di 3. Liga al 6º posto. In Coppa di Germania il Wehen Wiesbaden fu eliminato al secondo turno dal Jahn Ratisbona.

## Rosa
| N. |                     | Ruolo | Calciatore         |
| -- | ------------------- | ----- | ------------------ |
| 1  | Germania (bandiera) | P     | Tim Boss           |
| 3  | Germania (bandiera) | D     | Ahmet Gürleyen     |
| 4  | Germania (bandiera) | D     | Sascha Mockenhaupt |
| 5  | Germania (bandiera) | D     | Benedikt Röcker    |
| 7  | Germania (bandiera) | A     | Gianluca Korte     |
| 8  | Germania (bandiera) | C     | Johannes Wurtz     |
| 9  | Germania (bandiera) | A     | Phillip Tietz      |
| 10 | Polonia (bandiera)  | C     | Sebastian Mrowca   |
| 11 | Germania (bandiera) | A     | Maurice Malone     |
| 13 | Croazia (bandiera)  | C     | Jakov Medić        |
| 14 | Germania (bandiera) | C     | Lucas Brumme       |
| 16 | Germania (bandiera) | C     | Tim Walbrecht      |
| 17 | Germania (bandiera) | D     | Florian Carstens   |

| N. |                     | Ruolo | Calciatore          |
| -- | ------------------- | ----- | ------------------- |
| 18 | Germania (bandiera) | C     | Marc Lais           |
| 19 | Germania (bandiera) | D     | Michel Niemeyer     |
| 21 | Germania (bandiera) | A     | Benedict Hollerbach |
| 22 | Germania (bandiera) | C     | Marvin Ajani        |
| 24 | Austria (bandiera)  | C     | Dominik Prokop      |
| 25 | Germania (bandiera) | D     | Dennis Kempe        |
| 26 | Germania (bandiera) | P     | Matthias Hamrol     |
| 27 | Germania (bandiera) | D     | Michael Guthörl     |
| 28 | Germania (bandiera) | C     | Kevin Lankford      |
| 29 | Svezia (bandiera)   | A     | Gustaf Nilsson      |
| 31 | Germania (bandiera) | P     | Arthur Lyska        |
| 32 | Germania (bandiera) | A     | Stefan Aigner       |
| 37 | Germania (bandiera) | C     | Ben Bischof         |

## Organigramma societario
Area tecnica
- Allenatore: Rüdiger Rehm
- Allenatore in seconda: Mike Krannich
- Preparatore dei portieri: Marjan Petković
- Preparatori atletici: Sebastian Wagener

## Calciomercato

### Sessione estiva
| Acquisti | Acquisti            | Acquisti         | Acquisti |
| R.       | Nome                | da               | Modalità |
| -------- | ------------------- | ---------------- | -------- |
| D        | Ahmet Gürleyen      | Magonza II       |          |
| C        | Tim Walbrecht       | Hannover 96 II   |          |
| A        | Benedict Hollerbach | Stoccarda II     |          |
| P        | Matthias Hamrol     | Emmen            |          |
| C        | Johannes Wurtz      | Darmstadt        |          |
| A        | Maurice Malone      | Augusta          |          |
| C        | Marc Lais           | Jahn Ratisbona   |          |
| P        | Tim Boss            | Dinamo Dresda    |          |
| A        | Gianluca Korte      | Waldhof Mannheim |          |
| D        | Florian Carstens    | St. Pauli        |          |
| A        | Cedric Euschen      | Saarbrücken      |          |

| Cessioni | Cessioni              | Cessioni                     | Cessioni |
| R.       | Nome                  | a                            | Modalità |
| -------- | --------------------- | ---------------------------- | -------- |
| D        | Tobias Mißner         | Magonza II                   |          |
| A        | Cedric Euschen        | F. Düsseldorf II             |          |
| P        | Lukas Watkowiak       | San Gallo                    |          |
| A        | Manuel Schäffler      | Norimberga                   |          |
| D        | Niklas Dams           | Borussia Dortmund II         |          |
| C        | Sidney Friede         | DAC Dunajská Streda          |          |
| C        | Jeremias Lorch        | Viktoria Colonia             |          |
| P        | Jan-Christoph Bartels | Waldhof Mannheim             |          |
| D        | Gökhan Gül            | Fortuna Düsseldorf           |          |
| A        | Törles Knöll          | Norimberga                   |          |
| C        | Marcel Titsch-Rivero  | Hallescher                   |          |
| C        | Jan Vogel             | SG Barockstadt Fulda-Lehnerz |          |

### Sessione invernale
| Acquisti | Acquisti       | Acquisti   | Acquisti |
| R.       | Nome           | da         | Modalità |
| -------- | -------------- | ---------- | -------- |
| C        | Kevin Lankford | St. Pauli  |          |
| A        | Gustaf Nilsson | Falkenberg |          |
| C        | Lucas Brumme   | BFC Dynamo |          |

| Cessioni | Cessioni       | Cessioni      | Cessioni |
| R.       | Nome           | a             | Modalità |
| -------- | -------------- | ------------- | -------- |
| C        | Tobias Schwede | Hansa Rostock |          |

## Risultati

### 3. Liga

#### Girone di andata
| Wiesbaden 19 settembre 2020, ore 14:00 CEST 1ª giornata | Wehen Wiesbaden | 0 – 0 referto | Verl | BRITA-Arena (630 spett.)\| Arbitro: \| Kessel \| |
| Arbitro:                                                | Kessel          |               |      |                                                  |

| Arbitro: | Schultes |

|  |           |                |
|  | Marcatori | 40’, 63’ Wurtz |

| Arbitro: | Jöllenbeck |

|                           |           |                         |
| Chato 8’ Tietz 34’ (rig.) | Marcatori | 79’ Bachmann 90’ Çiftçi |

| Monaco di Baviera 10 ottobre 2020, ore 14:00 CEST 4ª giornata | Türkgücü | 0 – 0 referto | Wehen Wiesbaden | Stadio Olimpico (0 spett.)\| Arbitro: \| Sather \| |
| Arbitro:                                                      | Sather   |               |                 |                                                    |

| Arbitro: | Stegemann |

|  |           |            |
|  | Marcatori | 2’ Boyamba |

| Arbitro: | Bacher |

|  |           |                                     |
|  | Marcatori | 13’, 30’ Wurtz 36’ Malone 63’ Korte |

| Arbitro: | Lechner |

|            |           |                      |
| Burger 50’ | Marcatori | 62’ Chato 74’ Malone |

| Arbitro: | Oldhafer |

|                    |           |                                          |
| Korte 9’ Medić 39’ | Marcatori | 33’, 49’ (rig.) Kern 43’ Dajaku 82’ Vita |

| Arbitro: | Siewer |

|                                                |           |                  |
| Kutschke 13’ Gaus 17’ Stendera 33’ Paulsen 75’ | Marcatori | 23’ (rig.) Tietz |

| Arbitro: | Braun |

|                                     |           |            |
| Korte 7’ Chato 15’ Tietz 83’ (rig.) | Marcatori | 16’ Willms |

| Arbitro: | Speckner |

|                              |           |                      |
| Jacob 13’, 73’ Shipnoski 23’ | Marcatori | 17’, 25’, 54’ Malone |

| Arbitro: | Bacher |

|           |           |  |
| Korte 71’ | Marcatori |  |

| Arbitro: | Osmanagic |

|                               |           |           |
| Stroh-Engel 20’ Marseiler 54’ | Marcatori | 2’ Malone |

| Arbitro: | Winter |

|                     |           |             |
| Hollerbach 35’, 49’ | Marcatori | 68’ Verhoek |

| Arbitro: | Kessel |

|                                 |           |             |
| Vermeij 19’, 47’, 74’ Engin 77’ | Marcatori | 84’ Guthörl |

| Arbitro: | Bokop |

|                                                 |           |                             |
| Kempe 45’ Prokop 68’ Tietz 70’ (rig.) Medić 89’ | Marcatori | 23’ (rig.) Zehir 39’ Deters |

| Arbitro: | Erbst |

|                         |           |                         |
| Mölders 74’ Knöferl 83’ | Marcatori | 17’ Gürleyen 52’ Prokop |

| Arbitro: | Benen |

|            |           |               |
| Malone 89’ | Marcatori | 44’ Derstroff |

| Arbitro: | Greif |

|          |           |  |
| Sohm 12’ | Marcatori |  |

#### Girone di ritorno
| Arbitro: | Schwengers |

|                             |           |                     |
| Yildirim 20’ Schikowski 65’ | Marcatori | 59’ Medić 77’ Tietz |

| Arbitro: | Sather |

|                      |           |                     |
| Tietz 63’ Malone 87’ | Marcatori | 21’ Lorch 81’ Cueto |

| Arbitro: | Exner |

|  |           |              |
|  | Marcatori | 68’ Lankford |

| Arbitro: | Erbst |

|                                |           |                    |
| Tietz 45’ Kuhn 87’ Nilsson 90’ | Marcatori | 82’ (rig.) Sararer |

| Arbitro: | Schultes |

|  |           |             |
|  | Marcatori | 89’ Nilsson |

| Arbitro: | Haslberger |

|                           |           |            |
| Medić 19’ Malone 32’, 38’ | Marcatori | 10’ Wagner |

| Arbitro: | Bacher |

|           |           |  |
| Medić 80’ | Marcatori |  |

| Arbitro: | Bauer |

|                            |           |  |
| Boss 24’ (aut.) Zaiser 90’ | Marcatori |  |

| Arbitro: | Exner |

|           |           |                          |
| Malone 9’ | Marcatori | 12’, 44’ (rig.) Kutschke |

| Arbitro: | Heft |

|                           |           |                |
| Schikora 53’ Schröter 86’ | Marcatori | 45’ Hollerbach |

| Arbitro: | Waschitzki-Günther |

|                |           |                          |
| Tietz 84’, 90’ | Marcatori | 57’, 64’ Günther-Schmidt |

| Arbitro: | Winkmann |

|  |           |                          |
|  | Marcatori | 13’, 48’ Tietz 72’ Korte |

| Arbitro: | Stegemann |

|          |           |  |
| Kempe 3’ | Marcatori |  |

| Arbitro: | Braun |

|                 |           |              |
| Bahn 50’ (rig.) | Marcatori | 90’ Carstens |

| Arbitro: | Hanslbauer |

|  |           |                                              |
|  | Marcatori | 46’ Bouhaddouz 66’ Kamavuaka 72’ Stoppelkamp |

| Arbitro: | Lechner |

|  |           |                                     |
|  | Marcatori | 15’ Nilsson 43’ Lankford 67’ Malone |

| Arbitro: | Dingert |

|           |           |               |
| Wurtz 30’ | Marcatori | 80’ Steinhart |

| Arbitro: | Exner |

|                                          |           |  |
| Eberwein 21’ Derstroff 22’ Boyd 60’, 64’ | Marcatori |  |

| Arbitro: | Hanslbauer |

|  |           |          |
|  | Marcatori | 21’ Sohm |

### Coppa di Germania
| Arbitro: | Brand |

|           |           |  |
| Tietz 61’ | Marcatori |  |

| Arbitro: | Reichel |

|                             |                      |                              |
| Kempe Tietz Gürleyen Prokop | Tiri di rigore 2 – 4 | Wekesser Albers George Opoku |

## Statistiche

### Statistiche di squadra
| Competizione      | Punti | In casa | In casa | In casa | In casa | In casa | In casa | In trasferta | In trasferta | In trasferta | In trasferta | In trasferta | In trasferta | Totale | Totale | Totale | Totale | Totale | Totale | DR |
| Competizione      | Punti | G       | V       | N       | P       | Gf      | Gs      | G            | V            | N            | P            | Gf           | Gs           | G      | V      | N      | P      | Gf     | Gs     | DR |
| ----------------- | ----- | ------- | ------- | ------- | ------- | ------- | ------- | ------------ | ------------ | ------------ | ------------ | ------------ | ------------ | ------ | ------ | ------ | ------ | ------ | ------ | -- |
| 3. Liga           | 56    | 19      | 8       | 6       | 5       | 29      | 25      | 19           | 7            | 5            | 7            | 28           | 28           | 38     | 15     | 11     | 12     | 57     | 53     | +4 |
| Coppa di Germania | -     | 2       | 1       | 1       | 0       | 1       | 0       | 0            | 0            | 0            | 0            | 0            | 0            | 2      | 1      | 1      | 0      | 1      | 0      | +1 |
| Totale            | 56    | 21      | 9       | 7       | 5       | 30      | 25      | 19           | 7            | 5            | 7            | 28           | 28           | 40     | 16     | 12     | 12     | 58     | 53     | +5 |

### Andamento in campionato
| Giornata  | 1  | 2 | 3 | 4  | 5  | 6 | 7 | 8  | 9  | 10 | 11 | 12 | 13 | 14 | 15 | 16 | 17 | 18 | 19 | 20 | 21 | 22 | 23 | 24 | 25 | 26 | 27 | 28 | 29 | 30 | 31 | 32 | 33 | 34 | 35 | 36 | 37 | 38 |
| --------- | -- | - | - | -- | -- | - | - | -- | -- | -- | -- | -- | -- | -- | -- | -- | -- | -- | -- | -- | -- | -- | -- | -- | -- | -- | -- | -- | -- | -- | -- | -- | -- | -- | -- | -- | -- | -- |
| Luogo     | C  | T | C | T  | C  | T | T | C  | T  | C  | T  | C  | T  | C  | T  | C  | T  | C  | T  | T  | C  | T  | C  | T  | C  | C  | T  | C  | T  | C  | T  | C  | T  | C  | T  | C  | T  | C  |
| Risultato | N  | V | N | N  | P  | V | V | P  | P  | V  | N  | V  | P  | V  | P  | V  | N  | N  | P  | N  | N  | V  | V  | V  | V  | V  | P  | P  | P  | N  | V  | V  | N  | P  | V  | N  | P  | P  |
| Posizione | 13 | 6 | 7 | 10 | 12 | 9 | 7 | 10 | 11 | 10 | 9  | 8  | 9  | 7  | 8  | 6  | 7  | 8  | 8  | 9  | 10 | 8  | 6  | 6  | 5  | 4  | 5  | 7  | 7  | 7  | 6  | 5  | 6  | 6  | 6  | 6  | 6  | 6  |

Legenda:

Luogo: C = Casa; T = Trasferta. Risultato: V = Vittoria; N = Pareggio; P = Sconfitta.

### Statistiche dei giocatori
| Giocatore      | 3. Liga  | 3. Liga | 3. Liga     | 3. Liga    | Coppa di Germania | Coppa di Germania | Coppa di Germania | Coppa di Germania | Totale   | Totale | Totale      | Totale     |
| Giocatore      | Presenze | Reti    | Ammonizioni | Espulsioni | Presenze          | Reti              | Ammonizioni       | Espulsioni        | Presenze | Reti   | Ammonizioni | Espulsioni |
| -------------- | -------- | ------- | ----------- | ---------- | ----------------- | ----------------- | ----------------- | ----------------- | -------- | ------ | ----------- | ---------- |
| S. Aigner      | 1        | 0       | 0           | 0          | 0                 | 0                 | 0                 | 0                 | 1        | 0      | 0           | 0          |
| M. Ajani       | 24       | 0       | 2           | 0          | 2                 | 0                 | 1                 | 0                 | 26       | 0      | 3           | 0          |
| B. Bischof     | 0        | 0       | 0           | 0          | 0                 | 0                 | 0                 | 0                 | 0        | 0      | 0           | 0          |
| T. Boss        | 37       | 0       | 3           | 0          | 2                 | 0                 | 0                 | 0                 | 39       | 0      | 3           | 0          |
| L. Brumme      | 18       | 0       | 0           | 0          | 0                 | 0                 | 0                 | 0                 | 18       | 0      | 0           | 0          |
| F. Carstens    | 29       | 1       | 6           | 2          | 1                 | 0                 | 0                 | 0                 | 30       | 1      | 6           | 2          |
| P. Chato       | 34       | 3       | 2           | 0          | 2                 | 0                 | 0                 | 0                 | 36       | 3      | 2           | 0          |
| M. Guthörl     | 15       | 1       | 1           | 0          | 2                 | 0                 | 0                 | 0                 | 17       | 1      | 1           | 0          |
| A. Gürleyen    | 10       | 1       | 2           | 0          | 1                 | 0                 | 0                 | 0                 | 11       | 1      | 2           | 0          |
| M. Hamrol      | 0        | 0       | 0           | 0          | 0                 | 0                 | 0                 | 0                 | 0        | 0      | 0           | 0          |
| B. Hollerbach  | 28       | 3       | 2           | 0          | 1                 | 0                 | 0                 | 0                 | 29       | 3      | 2           | 0          |
| D. Kempe       | 26       | 2       | 6           | 1          | 2                 | 0                 | 0                 | 0                 | 28       | 2      | 6           | 1          |
| G. Korte       | 31       | 5       | 6           | 0          | 2                 | 0                 | 1                 | 0                 | 33       | 5      | 7           | 0          |
| M. Kuhn        | 26       | 1       | 1           | 1          | 2                 | 0                 | 0                 | 0                 | 28       | 1      | 1           | 1          |
| M. Lais        | 28       | 0       | 6           | 0          | 2                 | 0                 | 2                 | 0                 | 30       | 0      | 8           | 0          |
| K. Lankford    | 16       | 2       | 2           | 0          | 0                 | 0                 | 0                 | 0                 | 16       | 2      | 2           | 0          |
| A. Lyska       | 1        | 0       | 0           | 0          | 0                 | 0                 | 0                 | 0                 | 1        | 0      | 0           | 0          |
| M. Malone      | 35       | 12      | 3           | 0          | 2                 | 0                 | 0                 | 0                 | 37       | 12     | 3           | 0          |
| J. Medić       | 36       | 5       | 7           | 0          | 2                 | 0                 | 1                 | 0                 | 38       | 5      | 8           | 0          |
| S. Mockenhaupt | 36       | 0       | 3           | 0          | 2                 | 0                 | 1                 | 0                 | 38       | 0      | 4           | 0          |
| S. Mrowca      | 9        | 0       | 6           | 0          | 1                 | 0                 | 0                 | 0                 | 10       | 0      | 6           | 0          |
| M. Niemeyer    | 18       | 0       | 1           | 0          | 0                 | 0                 | 0                 | 0                 | 18       | 0      | 1           | 0          |
| G. Nilsson     | 14       | 3       | 2           | 0          | 0                 | 0                 | 0                 | 0                 | 14       | 3      | 2           | 0          |
| D. Prokop      | 7        | 2       | 0           | 0          | 1                 | 0                 | 1                 | 0                 | 8        | 2      | 1           | 0          |
| B. Röcker      | 0        | 0       | 0           | 0          | 0                 | 0                 | 0                 | 0                 | 0        | 0      | 0           | 0          |
| T. Schwede     | 7        | 0       | 2           | 0          | 1                 | 0                 | 0                 | 0                 | 8        | 0      | 2           | 0          |
| P. Tietz       | 33       | 11      | 5           | 1          | 2                 | 1                 | 0                 | 0                 | 35       | 12     | 5           | 1          |
| T. Walbrecht   | 11       | 0       | 2           | 0          | 0                 | 0                 | 0                 | 0                 | 11       | 0      | 2           | 0          |
| J. Wurtz       | 18       | 5       | 4           | 0          | 1                 | 0                 | 0                 | 0                 | 19       | 5      | 4           | 0          |